# Jean Guichard
Jean Guichard (* 28. April 1952 in Paris) ist ein französischer Fotograf, der für seine Leuchtturm-Bilder bekannt ist.

## Leben
Guichard verbrachte den größten Teil seiner Schulferien bei seinen Großeltern im Département Morbihan. Da ihn ferne Länder faszinierten, leistete er seinen Wehrdienst in der Marine. Er kam unter anderem nach Neufundland und Grönland, wo er seine erste Nikon erwarb, die er durch den Verkauf von Fotos an die Crew finanzierte. Er ist Mitglied der "Amicale des Anciens Marins" (Kameradschaft ehemaliger Matrosen).
Danach trat er als Fotograf in das PR-Amt des Wirtschaftsministeriums ein und begleitete in dieser Eigenschaft den damaligen Minister auf seinen Reisen, was es ihm ermöglichte, Erfahrungen auf dem Gebiet der Fotoreportage zu sammeln.
In den Jahren 1977 bis 1984 war er als Fotojournalist für die Agentur Sygma tätig, für die er viele Reportagen und eine Reihe von Prominentenporträts schuf, beispielsweise von Eric Tabarly, Jacques Chirac, Jacques Delors, Marie-France Garaud, André Giraud, François Mitterrand, René Monory.
Der vielseitige Künstler lieferte der Agentur Reiseberichte (Afrika, Argentinien, Antarktis, Australien), deckte sportliche Ereignisse, internationale Nachrichten, Kriegsgeschehnisse und dergleichen ab und platzierte seine Werke auf den Titelseiten renommierter Pressemedien wie unter anderem Le Figaro Magazine, Paris Match, VSD, Newsweek, Time, Bunte, Stern.
Im Jahr 1989 gründete Jean Guichard mit mehreren Kollegen die Agentur GLMR, die nach der wirtschaftlichen Krise der 1990er Jahre ihre Aktivitäten 1995 wieder einstellte.
Ende der 1980er Jahre begann er auch, Leuchttürme zu fotografieren. Mit den sieben am 21. Dezember 1989 im bretonischen Département Finistère während eines Sturmes bei Windstärke 10 aufgenommenen Fotos des französischen Leuchtturmes "Phare de la Jument" gelangte er zu Weltruhm. Sie zeigen, wie eine an dem Turm hochschlagende Welle den Leuchtturmwächter Théodore Malgorne zu erfassen droht. Malgorne hatte das Geräusch von Guichards Hubschrauber für das des Rettungshubschraubers gehalten und schaute aus der geöffneten Tür. Er erkannte seinen Fehler rechtzeitig und zog sich zurück, bevor die Welle über ihm zusammenschlagen konnte – aber nicht, ohne nasse Füße zu bekommen. Eines der sieben Photos – auf dem die Welle bereits hinter dem Leuchtturm dessen Plattform zu überrollen beginnt, während der Leuchtturmwärter vorn scheinbar unbekümmert vor der Tür steht – brachte Guichard den zweiten Preis des World Press Photo Awards (Pressefoto des Jahres) ein. Bis 2010 wurde das Photo über eine Million Mal verkauft und stieg damit zwischen 1994 und 2003 zu einem der zehn meistverkauften Photos auf.
Das erste Buch über Leuchttürme gab Guichard 1992 unter dem Originaltitel "Phares" bei Ouest-France heraus. Es wurde mehrmals prämiert. Es folgten unter anderem zwei Fotobände über Ägypten bei dem Verleger Solar.
Guichard setzt sich auch weiterhin mit dem Thema der Leuchttürme auseinander. Bekannt sind auch seine Sturm-Bilder der bretonischen Leuchttürme Phare du Four und Phare de Kéréon. Sie wurden oft in einer Serie von je drei Bildern abgedruckt, in deren Verlauf eine Welle am jeweiligen Leuchtturm zusammenschlägt und fast die ganze Länge des Turms einhüllt.

## Beleg
1. 1 2  Didier Deniel (27. Juli 2010): Jean Guichard. Le récit de sa photo choc du phare de la Jument. Le Télégramme